# Armellino

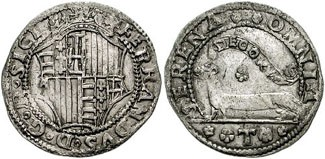
Neapolské armellino, líc a rub

Armellino byly dvě středověké mince. Obě pocházejí z Itálie a obě jsou pojmenovány podle hranostaje (italsky ermellino), který byl vyobrazen na jejich rubu.
První z nich byla používána v Neapolském království v letech 1465–1496. Na líci měla stranově převrácený znak tohoto království. Hodnotou a hmotností odpovídala polovině stříbrného carlina. Vydal ji Ferdinand I. Ferrante; hranostaj zde byl odkazem na Řád hranostaje, jenž v roce 1464 Ferdinand I. založil.
Druhá mince zvaná armellino (též volpetta) byla vydána Guidobaldem II. della Rovere z Urbinského vévodství a užívána v letech 1538–1574. Byla vyrobena z billonu, na líci měla na koni svatého Krescence, patrona Urbina.